# Jan (Mladenović)
Jan, imię świeckie Jovan Mladenović (ur. 11 września 1950 w Dobračach) – serbski biskup prawosławny.

## Życiorys
W wieku jedenastu lat opuścił dom rodzinny i przez dziewięć miesięcy był posłusznikiem w monasterze Klisura. Następnie w grudniu 1963 wstąpił do monasteru Studenica. W latach 1967–1969 uczył się w szkole duchownej przy monasterze Ostrog, którą ukończył z bardzo dobrym wynikiem. Po odbyciu obowiązkowej służby wojskowej wrócił do Studenicy, gdzie 24 kwietnia 1971 złożył wieczyste śluby mnisze. 25 kwietnia tego samego roku biskup žički Bazyli (Kostić) wyświęcił go na hierodiakona.
W 1971 wstąpił do seminarium duchownego św. Sawy w Belgradzie; dzięki indywidualnemu tokowi nauczania ukończył pięcioklasową szkołę w trzy lata. 25 lipca 1973 biskup Bazyli (Kostić) wyświęcił go na hieromnicha. W 1980 ukończył wyższe studia teologiczne na Uniwersytecie Belgradzkim. 25 lipca 1980 został przełożonym monasteru Studenica z godnością igumena, jednogłośnie wybrany przez wspólnotę klasztoru. W 1989 otrzymał godność archimandryty.
25 maja 1993 Święty Sobór Biskupów Serbskiego Kościoła Prawosławnego nominował go na biskupa tetowskiego, co oznaczało objęcie nadzoru nad strukturami Kościoła na terytorium Macedonii. Uroczysta chirotonia, z udziałem patriarchy serbskiego Pawła i 24 innych hierarchów miała miejsce w monasterze Studenica 25 czerwca 1993. Już w roku następnym biskup Jan został przeniesiony na katedrę zachodnioamerykańską. W 2002 został przeniesiony po raz drugi, do eparchii szumadijskiej.
Po śmierci patriarchy Ireneusza (2020), postanowieniem Świętego Synodu objął czasowo obowiązki zwierzchnika archieparchii belgradzko-karłowickiej.